# 信国助左衛門吉貞
信国 助左衛門 吉貞（のぶくに すけざえもん よしさだ、生年不詳 - 寛永17年9月1日（1640年10月15日）、法名昌翁宗繁居士）は、日本の刀工で、信国派十二代（筑前信国派初代）。1592年（文禄元年）文禄の役で黒田長政に従軍し、独自の袋槍を発明、1602年（慶長7年）に豊前国安心院から筑前国へ移住。「信國初ノ系圖代々祖子付之事」を残す。初め吉定、俗名常六、助左衛門。

## 系譜
```
豊前信国派
八代
信国吉秀
－信国吉貞┬
信国平四郎吉政
（長男） 
　　　　　 └　
信国吉盛
（弟）    ├
信国勘助吉次
（次男） 
　　　　　　　　　　　　　　　  ├
信国孫四郎吉助
(三男） 
　　　　　　　　　　　　　　 　 └
信国権三郎吉正
（秋月へ移住）
```

（系譜の注：信国吉盛、信国権三郎吉正以外は注2より記載）

## 生涯
1582年（天正10年）安心院千世松が大友氏により滅ぼされ、吉貞は父吉秀同様浪人となり蟄居する。1587年（天正15年）黒田孝高が豊臣秀吉より豊前6郡を与えられ、その頃黒田長政に刀・道具を与えられる。1592年（文禄元年）文禄の役で長政に従い出陣し、独自袋槍を発明。
1600年（慶長5年）12月以降に国替えした細川忠興に仕えるが、長政との約束で1602年（慶長7年）に子供二人、夫婦、家来二人で彦山参詣後、筑前へ移住。御笠郡有智山村に60石を拝領と伝えられる（信国平助届出）。

## 作品
- 「信国源吉定作」[11]
- 剣 梵字有り 二尺五寸一分 寛永9年（1632年）頃（福岡県志賀島神社社宝）注11[11]
- 剣 梵字有り 二尺四寸三分 寛永9年頃（福岡県住吉神社社宝）注11[11]
- 「信国源吉貞作」裏銘「寛永七年二月吉日」[12]
- 「九州筑前住信国源吉貞」裏銘「寛永九年八月吉日」[11][12]
- 剣 二尺五寸二分 銘「筑前国信国吉貞」裏銘「寛永十六年八月吉日」（黒田忠之寄進 福岡県筥崎宮蔵）[11]

伝信国吉貞
- 剣 「銘 信国」一尺七寸三分（直刃、蓮台護摩箸）（福岡県櫛田神社社宝 374号）（銘 筑前国住信国源吉次 登録番号373号と対。東長寺怪傳寄進）